# Natività (Lotto)
La Nascita o Natività a lume di notte o ancora Il bagno di Gesù Bambino è un dipinto a olio su tavola di Lorenzo Lotto, datato 1521 e conservato nella Pinacoteca Nazionale di Siena.

## Storia
Stando a fonti del XVIII secolo, il dipinto proviene dalla fondazione Spanocchi: risulta, infatti, che era esposto nella “stanza del camino” del palazzo di Siena. La tavola era inserita nell'indice grande dei beni della famiglia senese Spanocchi redatto dall'abate Gian Girolamo Carli il quale ne descrive la presenza della firma e data 1521, poi andate perdute.
(Pietro Torriti-1978)
Il dipinto proviene dalla collezione Gonzaga di Mantova, risulta infatti, fosse descritto nell'inventario del 1526 come quadretto sopra l'asse dipintovi un presepio con cornice piata fregiata, o Madonna che lava il Bambino natto, indicato da Silvia Beguin nel 1980. Presumibilmente la tavola fu asportata intorno al 1630 come bottino di guerra da Enea Silvio Piccolomini. Con il matrimonio di Caterina Piccolomini della Modanella con Giuseppe Spannocchi la tavola divenne parte della collezione della famiglia Spannocchi diventando poi bene dell'accademia nel 1881, quando risulta fosse arrivata molto deteriorata, tanto da dover essere ridotta con l'eliminazione delle parti laterali troppo rovinate. La tavola, infatti, originariamente aveva la misura di 66x55 cm. Conseguenza di questa modifica è la partita della firma e la datazione eseguita dall'artista, nonché dettagli dell'ambiente e degli animali che dovevano essere presenti. La copia presente nella collezione Ferroni agli Uffizi di Firenze permette la ricostruzione di quanto era raffigurato lateralmente.
Dell'opera si conservano due ulteriori copie: una in collezione privata, l'altra nella Galleria Palatina fiorentina. Il soggetto della natività fu più volte ripreso dal Lotto.

## Descrizione e stile
Il dipinto, malgrado la titolazione, non raffigura la natività di Gesù, ma raffigura la scena del bagno del Bambino appena nato posto in una tinozza tra la madre e la levatrice, con ancora il cordone ombelicale attaccato al ventre. La tavola raffigura una scena raccontata nei vangeli apocrifi. L'ostetrica che aveva assistito al parto della Madonna, non credeva alla sua verginità e dovette quindi ricredersi. Quale pena della sua incredulità le mani le si inaridirono diventando doloranti e impossibilitate a qualsiasi movimento. La tavola, infatti, raffigura la donna su lato destro con le dita rattrappite impossibilitate ad aprirsi. Il soggetto, malgrado di non popolare diffusione, era stato raffigurato anche da Bernardino Luini, da Leonardo da Vinci e da Domenico Capriolo con cui il Lotto aveva avuto alcuni rapporti, questo a spiegare il soggetto particolare. La scena raffigura sul lato destro san Giuseppe che allargando le braccia pare stupito dalla scena a cui è testimone, e l'asino che raglia impaurito. L'asino che raglia verrà poi ripreso più volte dal pittore veneziano, anche nella tarsia Arca di Noè, dove fra le tante copie di animali, vi è un asino ragliante.
Lo studio della luce notturna porterebbe a considerare che la datazione fosse del 1527 e non 1521 come indicato dall'abate Carli, in quanto riprenderebbe gli studi del Giorgione e dei lagunesi giorgioneschi. 
La tela è illuminata dalla luce che emana il volto di Gesù e che illumina anche quello di sua Madre mettendo in ombra il resto della scena. Solo il chiarore del focolare domestico posto a sinistra, illumina parzialmente le mani rattrappite di Salomè, la levatrice, che volge il suo sguardo affettuoso e rispettoso alla Madonna, che intenta al lavaggio del nascituro riprende soggetti presenti già nell'arte nordica del Quattrocento. Il linguaggio profondo e intenso del piccolo con la Madre, il Lotto lo rende visibile nello sguardo che i due personaggi si scambiano, in una intimità che lascia ogni altro soggetto presente nella scena, lontano dalla loro sacra presenza.